# Monomorium latinodoides
Monomorium latinodoides är en myrart som beskrevs av Wheeler 1928. Monomorium latinodoides ingår i släktet Monomorium och familjen myror. Inga underarter finns listade i Catalogue of Life.